# E. M. ラングレー
エドワード・マン・ラングレー（英語: Edward Mann Langley, 1851年1月22日 – 1933年6月9日）は、イギリスの数学者。学術雑誌『The Mathematical Gazette』の創設者であり、「ラングレーの問題」の提唱者としても知られる。

## 生涯
ケンブリッジシャーのバックデンに生まれる。ベッドフォード・モダンスクール、ロンドン大学とケンブリッジ大学トリニティ・カレッジで教育を受け、1878年に11人目のシニア・ラングラーとなった。
卒業後は母校のベッドフォード・モダンスクールで数学を教え、多くの数学教科書の執筆に携わった。1885年に数学協会の書記に就任し、1894年には『マセマティカル・ガゼット』を創刊してその編集者となった。1910年には計算を縮小および短縮するための主な方法を示した論文を著した。
数学者だけでなく植物学者としても知られており、自ら栽培したブラックベリーは彼の名にちなんで「エドワード・ラングレー」と名付けられた。
1933年6月9日にベッドフォードにおいて82歳で死去。ベッドフォード・モダンスクールでの教え子だったエリック・テンプル・ベルは『マセマティカル・ガゼット』に追悼文を寄稿した。

## 厳選作品
- ハープールユークリッド ：ケンブリッジ数学研究委員会とオックスフォード自然科学部委員会の報告に従って改訂されたユークリッド原論の版/エドワードM.ラングレーとW.セイズフィリップスによる。書籍I-IV。ロンドン ;ニューヨーク ;ボンベイ ：Longman's、Green、and Co.、1896年。
- 計算に関する論文。算術計算を縮小および短縮するための主な方法の説明。 1910年にLongmansGreen＆Coによってロンドンとニューヨークを出版[5]